# 罗贝尔·科于
罗贝尔·科于（法語：Robert Cohu，1911年8月20日—2011年1月21日），法国男子篮球运动员。他曾代表法国国家队参加1936年夏季奥林匹克运动会男子篮球比赛，最终队伍位列第十九名。